# Trešeta (2006.)
Trešeta, hrvatski dugometražni film iz 2006. godine.